# 冼光
冼光（1469年—？），字汝寶，廣東廣州府順德縣人，民籍，明朝政治人物。

## 生平
廣東鄉試第六十二名舉人。弘治九年（1496年）中式丙辰科會試第二百三名，三甲第一百一十三名進士。

## 家族
曾祖冼緯；祖父冼福；父冼安，母楊氏。具庆下。